# Grégoire Charbonneaux
Der Grégoire Charbonneaux ist ein französischer Lieferwagen.

## Geschichte
Der französische Frontantriebspionier Jean-Albert Grégoire entwarf 1969 zunächst vier Exemplare eines frontgetriebenen Lieferwagens. Bis 1972 wurden diese Lieferwagen dann in einer kleinen Serie von etwa 20 Stück für die französische Post hergestellt. 
Ein Fahrzeug dieser Marke ist im Musée Automobile Reims Champagne in Reims zu besichtigen.

## Motor
Für den Antrieb sorgte ein Unilec-Elektromotor.

## Fahrleistungen und Reichweite
Die bauartbedingte Höchstgeschwindigkeit betrug 80 km/h, und die Reichweite 100 Kilometer.

## Karosserie
Die Karosserien mit zwei Schiebetüren entwarf Philippe Charbonneaux. Die Heckklappe wies Fenster auf. 